# Myomyrus
Myomyrus ist eine Gattung afrikanischer Süßwasserfische aus der Familie der Nilhechte (Mormyridae). Sie kommt endemisch im Kongobecken vor.

## Merkmale
Myomyrus-Arten werden 19 bis 30 cm lang und besitzen einen für Nilhechte sehr langgestreckten, seitlich abgeflachten Körper. Das Maul ist unterständig und auf der Unterkiefer-Symphyse besitzt die Gattung einige vergrößerte Zähne. Rücken- und Afterflosse sind nicht symmetrisch, wie bei vielen anderen Nilhechtgattungen, sondern die Gattung besitzt eine sehr lange Rückenflosse, die sich über den größten Teil des Rumpfes erstreckt, und eine mittellange Afterflosse. Die Bauchflossen liegen näher zu den Brustflossen als zu der Afterflosse. Bei den Arten der sehr ähnlichen Gattung Mormyrus liegen sie auf halber Länge zwischen Brustflossen und der Afterflosse. Mormyrus unterscheidet sich auch durch das endständige Maul und die kleinen Zähne von Myomyrus. 
Wie alle Nilhechte sind Myomyrus-Arten zur Elektrokommunikation und Elektroorientierung fähig.

## Arten
Der Gattung gehören drei Arten an:
- Myomyrus macrodon Boulenger, 1898
- Myomyrus macrops Boulenger, 1914
- Myomyrus pharao Poll & Taverne, 1967